# Baqoura
Baqoura (arab. الباقورة; ang. Baqoura; pol. Dwie rzeki) – nieczynna elektrownia wodna na rzekach Jarmuk i Jordan, położona w Jordanii. Została wybudowana w 1930 roku, i od 1948 roku pozostaje nieczynna.

## Położenie
Elektrownia wodna Naharajim jest położona na wysokości 200 metrów p.p.m. w depresji Doliny Jordanu, na północy Jordanii. Leży na wschodnim brzegu rzeki Jordan. W odległości około 1 km na północ od elektrowni znajduje się miejsce w którym rzeka Jarmuk wpada do Jordanu. Wzdłuż obu tych rzek przebiega granica jordańsko-izraelska. W sąsiedztwie elektrowni jest położona wioska Al-Bakura, a bardziej na wschodzie leży miasto Asz-Szuna asz-Szamalijja. Po stronie izraelskiej znajdują się kibuce Geszer i Aszdot Ja’akow Ichud oraz wioska Menachemja. Przy granicy jest także położony park rekreacyjny „Wyspa Pokoju”.

## Historia
W wyniku I wojny światowej w 1918 roku cała Palestyna przeszła pod panowanie Brytyjczyków, którzy w 1921 roku utworzyli Brytyjski Mandat Palestyny. Umożliwiło to rozwój tutejszej gospodarki, oraz otworzyło drogę dla osadnictwa żydowskiego w Palestynie. W 1919 roku do Palestyny przyjechał żydowski inżynier Pinhas Rutenberg, który dostrzegł pilną potrzebę elektryfikacji. Była to jedyna droga mająca umożliwić oraz przyśpieszyć tutejszy rozwój gospodarczy. Rutenberg przedstawił więc władzom mandatowym projekt budowy trzynastu elektrowni wodnych, wraz z zapewnieniem finansowania projektu. W dniu 5 marca 1926 roku Rutenberg otrzymał zgodę na budowę czterech elektrowni, z okresem franczyzy na 70 lat. Miały one dostarczać energię elektryczną do Mandatu Palestyny i utworzonego w 1921 roku Emiratu Transjordanii. Na miejsce budowy pierwszej elektrowni Rutenberg wybrał Naharajim. Za słusznością tej lokalizacją przemawiał bardzo silny strumień wody rzeki Jarmuk wpadającej do Jordanu. Dodatkowo, jezioro Tyberiadzkie stanowiło duży rezerwuar wody i umożliwiało stworzenie systemu regulacji ilości przepływającej wody. Przebiegała tędy także linia kolejowa Doliny, która umożliwiała szybkie dostarczenie ciężkiego sprzętu budowlanego, materiałów i robotników. Prace budowlane rozpoczęły się w sierpniu 1927 roku od wybudowania stacji kolejowej Naharajim i niewielkiego osiedla Tel Or dla robotników. Budowa trwała pięć lat i dała zatrudnienie około trzem tysiącom ludzi. Wielu z nich codziennie dojeżdżało pociągami na tutejszą stację kolejową.
Projekt budowy elektrowni zakładał stworzenie całego systemu zbiorników retencyjnych, kanałów wodnych i zapór, dzięki którym woda z rzeki Jarmuk była doprowadzana do elektrowni. Natomiast odprowadzenie wody odbywało się do rzeki Jordan. Prace budowlane zostały przerwane przez wielką powódź, która w dniu 13 lutego 1931 roku mocno uszkodziła elektrownię. Przepływ wody podczas powodzi oszacowano na 1200 m³/s. Była to dwukrotnie większa wielkość niż zaplanowano, w wyniku czego naruszony został główny południowy kanał wodny odprowadzający wodę z elektrowni do Jordanu. Pracownicy byli chętni pracować przy naprawach bez wynagrodzenia, jedynie za wyżywienie. Dzięki temu Rutenbergowi udało się szybko usunąć szkody i już zimą 1932 roku rozpoczęto pierwsze rozruchy trzech turbin wodnych (przygotowane było jeszcze miejsce na czwartą turbinę). Elektrownia posiadała zdolność produkcyjną na poziomie około 18 MW energii elektrycznej. Uroczystość oficjalnego otwarcie elektrowni nastąpiła w dniu 9 lipca 1932 roku, z udziałem Wysokiego Komisarza Mandatu Palestyny sir Arthura Wauchope oraz emira Abdullaha I. Sąsiednie osiedle rozbudowano i przeznaczono na miejsce zamieszkania dla robotników elektrowni i ich rodzin. Pomimo swoich niewielkich rozmiarów posiadała ona przychodnię zdrowia, przedszkole, szkołę i w całości była zelektryfikowana. Dla społeczności żydowskiej była ona niezwykle ważna, gdyż była to pierwsza żydowska osada po wschodniej stronie rzeki Jordan. Było to terytorium Emiratu Transjordanii, jednak Syjoniści patrzyli na całość tych ziem jako na Ziemię Izraela.
Tymczasem w Palestynie narastał konflikt izraelsko-arabski, i w poszukiwaniu rozwiązania problemów w dniu 29 listopada 1947 roku została przyjęta Rezolucja Zgromadzenia Ogólnego ONZ nr 181. Zakładała ona podział Mandatu Palestyny na dwa państwa: żydowskie i arabskie. Arabowie odrzucili tę Rezolucję i dzień później doprowadzili do wybuchu wojny domowej w Mandacie Palestyny. Rezolucja ONZ nie dotyczyła Naharajim, które znajdowało się w sąsiednim państwie. Pomimo to, Golda Meir jako przedstawiciel organizacji syjonistycznych, dwukrotnie spotkała się z emirem Abdullahem I. Dzięki zawartemu porozumieniu, w ciągu dwóch tygodni począwszy od 12 kwietnia 1948 roku, ewakuowano z osady Tel Or większość żydowskich kobiet i dzieci. Gdy 15 maja 1948 roku rozpoczęła się I wojna izraelsko-arabska, jordański Legion Arabski przedstawił ultimatum żądając od żydowskich mieszkańców kapitulacji lub opuszczenia terytorium Transjordanii. Większość Żydów wraz z całym uzbrojeniem wyjechała wówczas do nowo powstałego państwa Izrael. Natomiast Naharajim zajęli żołnierze iraccy. Wzięli oni do niewoli pozostałych 30 żydowskich pracowników – dwie kobiety uwolniono 6 czerwca, a pozostali wyszli na wolność po upływie 9 miesięcy. Arabscy żołnierze zatrzymali działalność elektrowni, a większość urządzeń i majątku została splądrowana. W sąsiedztwie zakładu doszło do bitwy o kibuc Geszer (15-17 maja 1948 r.), który pomimo zaciętych ataków zdołał się obronić i utrzymał swoje pozycje na granicy. W ten sposób, po 15 latach eksploatacji, elektrownia wodna w Naharajim zakończyła swoją działalność.
Zawarty 3 kwietnia 1949 roku rozejm izraelsko-jordański wytyczył przebieg linii demarkacyjnej między wojskami izraelskimi i jordańskimi. Z czasem linia ta przekształciła się w granicę państwową. Przechodziła ona w bezpośrednim sąsiedztwie elektrowni, co uniemożliwiło jej odbudowę i ponowne uruchomienie. Po zawarciu w 1994 roku izraelsko-jordańskiego traktatu pokojowego, powstała możliwość normalizacji stosunków między oboma państwami. Dotyczyło to otwarcia przejść granicznych, i umożliwienia izraelskim turystom przez kilka godzin dziennie zwiedzania obszaru elektrowni, która leżała w strefie buforowej. Niecały 1 km na północ od Naharajim, po jordańskiej stronie granicy powstał rekreacyjny park „Wyspa Pokoju”. Miał on być symbolem pojednania między oboma narodami i otworzyć nowe drogi współpracy. W dniu 13 marca 1997 roku doszło tam do masakry na Wyspie Pokoju – jordański żołnierz otworzył ogień do izraelskiej wycieczki szkolnej, zabijając 7 dzieci i raniąc 6 kolejnych. Zamachowiec został skazany przez jordański sąd wojskowy na karę dożywotniego więzienia, a król Husajn I odwiedził z przeprosinami rodziny ofiar. Jednak od tamtej pory przejście graniczne jest zamknięte.

## Turystyka
Obecnie istnieje możliwość zwiedzania terenu elektrowni wyłącznie od strony jordańskiej. Można swobodnie chodzić wzdłuż dawnych kanałów i oglądać pozostałości zapory wodnej. Zwiedzając okolicę można zobaczyć stare tory, stacje kolejowe i słupy linii elektrycznych. Natomiast muzeum przedstawiające historię Naharajim i tutejszej linii kolejowej znajduje się w Muzeum Bitwy i Starego Geszer przy kibucu Geszer w Izraelu.